# SMS Radetzky
O SMS Radetzky foi um couraçado pré-dreadnought operado pela Marinha Austro-Húngara e a segunda embarcação da Classe Radetzky, depois do SMS Erzherzog Franz Ferdinand e seguido pelo SMS Zrínyi. Nomeado em homenagem ao marechal Josef Radetzky von Radetz, sua construção começou em novembro de 1907 nos estaleiros da Stabilimento Tecnico Triestino e foi lançado ao mar em julho de 1909, sendo comissionado na frota austro-húngara em janeiro de 1911. Era armado com quatro canhões de 305 milímetros montados em duas torres de artilharia duplas, possuía um deslocamento de dezesseis mil toneladas e conseguia alcançar uma velocidade máxima de vinte nós.
Seu serviço em tempos de paz consistiu principalmente de cruzeiros no Mar Mediterrâneo. Com o início da Primeira Guerra Mundial, o Radetzky participou do Bombardeio de Ancona em maio de 1915. Entretanto, teve pouco o que fazer pelo restante do conflito devido a Barragem de Otranto, permanecendo a maior parte do tempo atracado em Pola. Em outubro de 1918, com a derrota iminente, a Áustria-Hungria planejou entregar sua frota para o Estado dos Eslovenos, Croatas e Sérvios, porém alguns oficiais tomaram o Radetzky e se renderam para a Marinha dos Estados Unidos. Ele foi entregue a Itália sob os termos do Tratado de Saint-Germain-en-Laye de 1919 e depois desmontado.

## Características

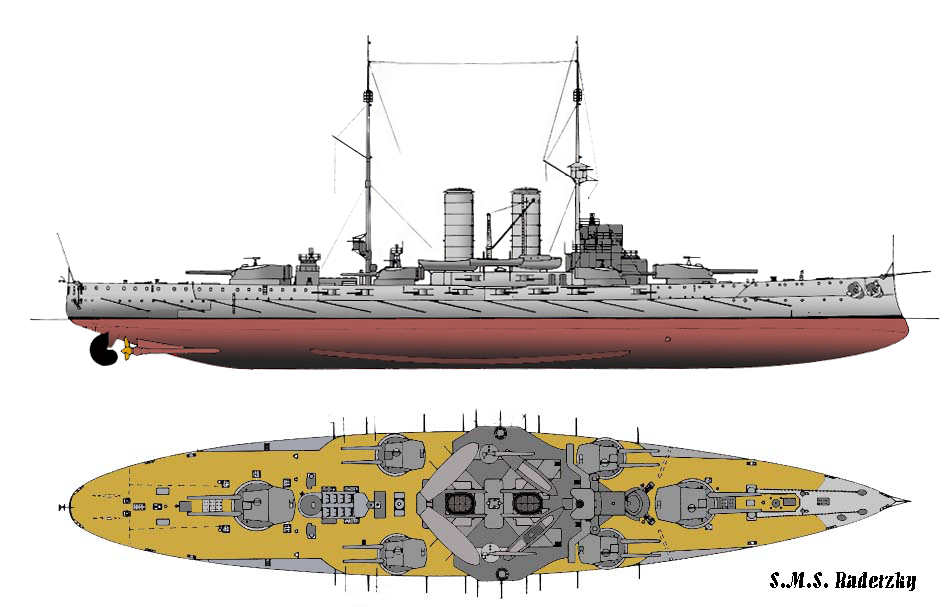
Desenho do Radetzky

O Radetzky tinha 138,8 metros de comprimento de fora a fora, boca de 24,6 metros e calado de 8,1 metros. O navio possuía um deslocamento projetado de 14 741 toneladas, porém esse valor podia chegar em até 16,1 mil toneladas quando totalmente carregado com suprimentos de combate. Seu sistema de propulsão era composto por doze caldeiras Yarrow que impulsionavam dois motores de tripla-expansão com quatro cilindros, que chegavam a produzir um total de 19,8 mil cavalos-vapor (14,6 mil quilowatts) de potência. Os navios da Classe Radetzky foram os primeiros da Áustria-Hungria a serem equipados com caldeiras que também podiam funcionar com óleo combustível. Era capaz de chegar a uma velocidade máxima de 20,5 nós (38 quilômetros por hora). Ele carregava 1 350 toneladas de carvão, o que permitia um alcance de quatro mil milhas náuticas (7,4 mil quilômetros) a uma velocidade de dez nós (dezenove quilômetros por hora).
A bateria principal do Radetzky consistia em quatro canhões Škoda K/10 de 305 milímetros montados em duas torres de artilharia duplas, uma na proa e outra na popa. Seus armamentos secundários tinham oito canhões de 240 milímetros em quatro torres duplas, enquanto a bateria terciária continha vinte canhões Škoda L/50 de cem milímetros em casamatas, dois canhões Škoda L/18 de 66 milímetros e quatro canhões Škoda L/44 de 47 milímetros. Uma reforma em 1917 instalou quatro canhões antiaéreos Škoda K/16 de 66 milímetros. Por fim, o couraçado foi equipado com três tubos de torpedo de 450 milímetros, dois na proa e um na popa. Sua blindagem consistia em um cinturão que tinha entre cem e 230 milímetros de espessura, enquanto atrás ficava uma antepara de 54 milímetros. O convés era protegido por blindagem de 48 milímetros. As torres de artilharia principais eram blindadas com laterais de 250 milímetros e tetos de sessenta milímetros, já as torres secundárias tinham laterais de duzentos milímetros e tetos de cinquenta milímetros. Por sua vez, as casamatas eram protegidas por placas de 120 milímetros.

## História

### Tempos de paz
O Radetzky foi construído pelos estaleiros da Stabilimento Tecnico Triestino em Trieste. Seu batimento de quilha aconteceu no dia 26 de novembro de 1907 e ele foi lançado ao mar um ano e meio depois em 3 de julho de 1909. A madeira de teca usada em seu convés foi o único material que a Áustria-Hungria comprou fora do país para construí-lo. O couraçado foi comissionado na frota austro-húngara em 15 de janeiro de 1911, sendo designado para integrar a 1ª Esquadra de Batalha da Marinha Austro-Húngara sob o comando do contra-almirante Alois von Kunsti. O Radetzky, juntamente com seu irmão SMS Erzherzog Franz Ferdinand e o SMS Erzherzog Ferdinand Max da Classe Erzherzog Karl, partiu logo em 28 de fevereiro para um cruzeiro pelo Mediterrâneo Oriental. Eles passaram pelos portos de Argostoli, Cefalônia, Vólos, Salonica, Cavala, Esmirna, Zacinto e Corfu entre 3 de março e 26 de abril. As embarcações iniciaram a viagem de volta logo em seguida e chegaram em casa três dias depois.
Alguns meses depois, o navio foi enviado para participar da Revista de Coroação em Spithead em celebração ao rei Jorge V do Reino Unido. O Radetzky deixou a base naval de Pola em 5 de junho e chegou em Argel quatro dias depois, descansando no local por três dias antes de partir, chegando em Spithead em 19 de junho. O capitão Paul Fiedler, o comandante da embarcação, então viajou até Londres a fim de comparecer à cerimônia de coroação em 22 de junho. O grande desfile de coroação ocorreu no dia 24, com representantes da comunidade austro-húngara no Reino Unido estando a bordo. O Radetzky saudou o iate real HMY Victoria and Albert com um salvo de 21 tiros e com seus marinheiros gritando "hurra" cinco vezes. Pouco depois, Fiedler conversou com o rei em alemão a bordo do Victoria and Albert. O couraçado foi decorado com diversas bandeiras e seu casco foi pintado de verde oliva, o que o fez parecer maior do que realmente era. O Radetzky deixou Spithead em 28 de junho e chegou no dia seguinte em Plymouth, alcançando Devonport em seguida. O navio finalmente deixou o Reino Unido no dia 2 de julho e retornou para a Áustria-Hungria no dia 12.
O Radetzky e seus irmãos partiram em um cruzeiro pelo Mediterrâneo Oriental em 1912. Os três couraçados mais o contratorpedeiro SMS Streiter deixaram Pola em 26 de março e seguiram para a Grécia. Eles primeiro pararam em Fasana e depois em diversos portos gregos pelo Mar Jônico; em Patras eles se juntaram ao cruzador blindado SMS Kaiserin und Königin Maria Theresia e depois passaram por Corinto, Itea, Navarino, Zacinto, Argostoli e Cefalônia. Toda a força retornou para a Áustria-Hungria no dia 28 de abril. Os três couraçados da Classe Radetzky, juntamente com o cruzador de reconhecimento SMS Admiral Spaun, o cruzador protegido SMS Aspern e mais dois contratorpedeiros da Classe Huszár, partiram em 4 de novembro para um cruzeiro pelo Levante, ao mesmo tempo que visitaram regiões devastadas pelas Guerras dos Balcãs. O Radetzky, o Erzherzog Franz Ferdinand e os contratorpedeiros se separaram dos navios restantes em 8 de novembro e seguiram para Esmirna, onde permaneceram até o dia 24.
Durante uma dessas viagens, sacos de carvão vazios que foram armazenados atrás das caldeiras pegaram fogo, o que rapidamente aumentou significativamente a temperatura do depósito de munição mais próximo. As regras de segurança da Marinha Austro-Húngara ditavam que sacos de carvão vazios não podiam ser deixados nas salas das caldeiras, porém isso foi completamente ignorado a bordo do Radetzky. Como resultado do fogo, o depósito foi inundado a fim de impedir uma possível explosão.

### Guerra dos Bálcãs
O Radetzky e seus irmãos participaram em 1913 de uma demonstração naval internacional no Mar Jônico em protesto a Primeira Guerra Balcânica. Navios de outras marinhas incluíram o couraçado pré-dreadnought britânico HMS King Edward VII, o couraçado pré-dreadnought italiano Ammiraglio di Saint Bon, o cruzador blindado francês Edgar Quinet e o cruzador rápido alemão SMS Breslau. A ação mais importante realizada pela flotilha combinada, que estava sob o comando do almirante britânico Cecil Burney, foi o bloqueio do litoral de Montenegro. O objetivo do bloqueio era impedir que reforços sérvios apoiassem o Cerco de Escodra, onde os montenegrinos estavam sitiados por uma força albanesa e otomana. Devido à pressão gerada pelo bloqueio, a Sérvia recuou seu exército de Escodra, que foi ocupada por uma força aliada.
As três embarcações da Classe Radetzky deixaram a base naval de Pola em 19 de março de 1913 e chegaram na cidade montenegrina de Meljine, na entrada da Baía de Cátaro, dois dias depois. Em conexão ao bloqueio internacional do litoral montenegrino, os couraçados austro-húngaros seguiram para Antivari em 2 de abril, em seguida se deslocando para a foz do rio Bojana no dia seguinte, onde os outros navios estrangeiros da força de protesto estavam esperando. O Radetzky no mesmo dia se separou do restante dos navios e, até 11 de agosto, ficou transitando entre a foz do rio Bojana, Antivari, Cátaro, Ragusa, Durazzo e Shëngjin por diferentes períodos.
Os primeiros hidroaviões usados em combates, da fabricante francesa Donnet-Lévêque, foram operados do Radetzky e seu dois irmãos durante o bloqueio. Entretanto, a Marinha Austro-Húngara não ficou satisfeita com seus desempenhos, pois os navios não tinham espaço suficiente nos conveses, além da falta de guindastes por onde poderiam facilmente içar os aviões de volta para o convés. As aeronaves foram depois transferidas para um espaço da marinha em Teodo. Os novos couraçados dreadnought da Classe Tegetthoff começaram a entrar em serviço em 1913 e, consequentemente, os navios da Classe Radetzky foram transferidos para a 2ª Divisão da 1ª Esquadra.

### Primeira Guerra
A Primeira Guerra Mundial começou em julho de 1914. Na época, os couraçados da Marinha Austro-Húngara consistiam na Classe Radetzky, nos dreadnoughts da Classe Tegetthoff e nos pré-dreadnoughts mais antigos das classes Habsburg e Erzherzog Karl. Junto com o restante da frota, o Radetzky foi mobilizado no final do mês com o objetivo de apoiar a fuga dos cruzadores alemães Breslau e SMS Goeben, que estavam servindo no Mediterrâneo. As duas embarcações partiram de Messina, na Itália, cercada por navios britânicos, e foram para o Império Otomano. A flotilha austro-húngara navegou até Brindisi e depois retornaram para casa, sem nunca terem entrado em combate.
O Exército de Terra Francês montou, em outubro de 1914, um bateria de artilharia no monte Lovćen com o objetivo de apoiar o exército montenegrino em sua campanha contra a Áustria-Hungria em Cátaro. A Marinha Austro-Húngara despachou os couraçados da Classe Habsburg para a região no dia 15, antes da bateria fosse completamente estabelecida. Entretanto, os canhões de 240 milímetros dos navios não eram capazes de acertar os franceses, assim o Radetzky foi enviado para complementar as forças no local. A embarcação saiu de Pola em 21 de outubro e chegou em Cátaro na manhã seguinte. O couraçado disparou a uma distância de onze quilômetros, com um balão de observação sendo usado como olheiro. O ângulo de elevação dos canhões do Radetzky não foram suficientes, assim o navio precisou ser adernado por lastro para que pudesse atingir as posições francesas. Ao todo, 23 projéteis de 305 milímetros e 56 de 240 milímetros foram disparos, sendo o suficiente para destruir a bateria francesa. O Radetzky retornou para Pola em 17 de dezembro e sua tripulação foi elogiada por escrito no dia seguinte pelo almirante Anton Haus, o Comandante da Marinha.
Em 23 de maio de 1915, apenas algumas horas depois da Itália ter declarado guerra contra a Áustria-Hungria, o Radetzky e o resto da frota deixaram a base naval de Pola com o objetivo de bombardearem o litoral italiano. O couraçado foi separado da força principal à 1h15min da madrugada do dia seguinte na companhia do cruzadores Admiral Spaun e SMS Helgoland e mais quatro contratorpedeiros da Classe Tátra; eles seguiram para o sul com o objetivo de cobrir os navios que atacariam a cidade de Ancona. Como nenhuma embarcação inimiga foi encontrada, a força atacou as cidades de Vieste, Manfredonia e Barletta. Depois disso, eles encontraram dois contratorpedeiros italianos; um conseguiu escapar, porém o outro, Turbine, foi seriamente danificado. Além disso, o Radetzky destruiu uma ponte ferroviária em Fermo. O couraçado e sua flotilha reencontraram com a força principal às 8h00min e chegaram de volta em Pola duas horas e meia depois. No total, 63 civis e militares italianos foram mortos na ação.
O objetivo do bombardeio era retardar o Exército Real Italiano na implementação de suas forças ao longo da fronteira com a Áustria-Hungria, realizando isto por meio da destruição de importantes sistemas de transporte. O ataque surpresa contra Ancona conseguiu retardar por duas semanas a implementação dos contingentes italianos na fronteira. Essa atraso deu à Áustria-Hungria tempo precioso para fortalecer suas forças na fronteira e transferir algumas de suas tropas dos frontes oriental e balcânico.
Depois disso, a força principal austro-húngara passou toda a duração da guerra atracada em Pola. Suas operações foram limitadas pelas estratégias de Haus, que acreditava que deveria proteger os navios caso a Itália atacasse a costa da Dalmácia. Como o escasso carvão era priorizado para a Classe Tegetthoff, o Radetzky e o restante da marinha atuaram como uma frota de intimidação. Isto foi reforçado pela Barragem de Otranto imposta pelos Aliados. Haus, com uma escassez de carvão e suas forças impedidas de deixarem o Mar Adriático, baseou sua estratégia naval na colocação de minas e ataques de u-boots para tentar reduzir a superioridade numérica do inimigo.

### Pós-guerra
Em outubro de 1918, com a Áustria-Hungria a beira da derrota, o governo tentou transferir a maior parte de sua frota para o Estado dos Eslovenos, Croatas e Sérvios. Os italianos cercaram Pola em 5 de novembro, porém não entraram no porto. Alguns tripulantes e oficiais iugoslavos, temendo que a Itália ocupasse Pola e tomasse os navios, assumiram o controle do Radetzky e do SMS Zrínyi no dia 10 de novembro, sete dias depois da assinatura do Armistício de Villa Giusti. O Radetzky deixou o porto rebocado por seu irmão, pois as revoluções que precederam o fim da guerra tinham deixado a marinha apenas com tripulações destreinadas e com pouca disciplina. Os dois couraçados avistaram uma frota italiana se aproximando assim que deixaram o quebra-mar, então hastearam uma bandeira dos Estados Unidos a navegaram para o sul até Castelli. As tripulações pediram para que forças da Marinha dos Estados Unidos os encontrassem e aceitassem suas rendições, o que foi feito por um grupo de submarinos.
A Itália exigiu em fevereiro de 1920 que o Radetzky e o Zrínyi fossem levados para um de seus portos, preferencialmente Veneza, e colocados sob seu controle. Os italianos argumentaram que queriam evitar que as embarcações fossem afundadas e que a Comissão Marítima Internacional os tinha entregue em 13 de janeiro. Os Estados Unidos rejeitaram essas demandas e afirmaram que a entrega dos couraçados só ocorreria depois da ratificação do tratado de paz. O Tratado de Saint-Germain-en-Laye entrou em vigor em 31 de maio de 1920 e eles foram oficialmente transferidos para a Itália. Devolvê-los para o Reino dos Sérvios, Croatas e Eslovenos não foi considerado. Os norte-americanos mesmo assim se recusaram a entregar o Radetzky e o Zrínyi e um acordo demorou vários meses para ser firmado. A permissão foi finalmente dada em 18 de outubro e os couraçados chegaram em Pola, então ocupada pelos italianos, no dia 11 de novembro. O Radetzky acabou desmontado na Itália entre 1920 e 1921.